# Neuflize
Neuflize és un municipi francès situat al departament de les Ardenes i a la regió del Gran Est. L'any 2007 tenia 711 habitants.

## Demografia

### Població
El 2007 la població de fet de Neuflize era de 711 persones. Hi havia 252 famílies de les quals 51 eren unipersonals (20 homes vivint sols i 31 dones vivint soles), 75 parelles sense fills, 114 parelles amb fills i 12 famílies monoparentals amb fills.
La població ha evolucionat segons el següent gràfic:
Habitants censats

### Habitatges
El 2007 hi havia 290 habitatges, 269 eren l'habitatge principal de la família, 3 eren segones residències i 17 estaven desocupats. 286 eren cases i 4 eren apartaments. Dels 269 habitatges principals, 243 estaven ocupats pels seus propietaris, 20 estaven llogats i ocupats pels llogaters i 7 estaven cedits a títol gratuït; 1 tenia dues cambres, 19 en tenien tres, 53 en tenien quatre i 196 en tenien cinc o més. 221 habitatges disposaven pel capbaix d'una plaça de pàrquing. A 104 habitatges hi havia un automòbil i a 143 n'hi havia dos o més.

### Piràmide de població
La piràmide de població per edats i sexe el 2009 era:
| Homes | Edats   | Dones |
| ----- | ------- | ----- |
| 0     | 95 o +  | 0     |
| 0     | 90 a 94 | 4     |
| 0     | 85 a 89 | 0     |
| 4     | 80 a 84 | 8     |
| 8     | 75 a 79 | 16    |
| 16    | 70 a 74 | 20    |
| 8     | 65 a 69 | 16    |
| 12    | 60 a 64 | 12    |
| 8     | 55 a 59 | 8     |
| 16    | 50 a 54 | 12    |
| 12    | 45 a 49 | 28    |
| 24    | 40 a 44 | 20    |
| 32    | 35 a 39 | 36    |
| 24    | 30 a 34 | 16    |
| 8     | 25 a 29 | 20    |
| 24    | 20 a 24 | 16    |
| 20    | 15 a 19 | 36    |
| 16    | 10 a 14 | 40    |
| 16    | 5 a 9   | 28    |
| 4     | 0 a 4   | 20    |

## Economia
El 2007 la població en edat de treballar era de 438 persones, 328 eren actives i 110 eren inactives. De les 328 persones actives 319 estaven ocupades (170 homes i 149 dones) i 9 estaven aturades (5 homes i 4 dones). De les 110 persones inactives 28 estaven jubilades, 44 estaven estudiant i 38 estaven classificades com a «altres inactius».

### Ingressos
El 2009 a Neuflize hi havia 280 unitats fiscals que integraven 761 persones, la mediana anual d'ingressos fiscals per persona era de 18.585 €.

### Activitats econòmiques
Dels 14  establiments que hi havia el 2007, 1 era d'una empresa alimentària, 4 d'empreses de construcció, 3 d'empreses de comerç i reparació d'automòbils, 1 d'una empresa d'hostatgeria i restauració, 1 d'una empresa immobiliària, 1 d'una empresa de serveis i 3 d'empreses classificades com a «altres activitats de serveis».
Dels 7 establiments de servei als particulars que hi havia el 2009, 1 era un taller de reparació d'automòbils i de material agrícola, 2 fusteries, 1 electricista, 2 perruqueries i 1 restaurant.
L'únic establiment comercial que hi havia el 2009 era una fleca.
L'any 2000 a Neuflize hi havia 13 explotacions agrícoles que ocupaven un total de 1.616 hectàrees.

## Equipaments sanitaris i escolars
El 2009 hi havia una escola elemental.

## Poblacions més properes
El següent diagrama mostra les poblacions més properes.